# 11944 Shaftesbury
11944 Shaftesbury este un asteroid din centura principală de asteroizi.

## Descriere
11944 Shaftesbury este un asteroid din centura principală de asteroizi. A fost descoperit pe 20 iulie 1993 la Observatorul La Silla de Eric Walter Elst. Asteroidul prezintă o orbită caracterizată de o semiaxă mare de 2,89 ua, o excentricitate de 0,02 și o înclinație de 3,0° în raport cu ecliptica.